# Amberloup
Amberloup (Waals: Amberlou) is een dorp in de Belgische provincie Luxemburg en een deelgemeente van Sainte-Ode. 
Amberloup is gelegen in de Ardennen aan de Westelijke Ourthe op 8 kilometer ten oosten van Saint-Hubert (België). Het grondgebied bestaat voor ongeveer een derde uit bos. In de deelgemeente liggen verder nog de gehuchten Tonny, Sprimont, Herbaimont, Fosset en Menil. De N4, de weg van Namen naar Luxemburg passeert ten oosten van de dorpskern in het gehucht Barrière Hinck.
Amberloup is een landbouwdorp en er is wat toerisme. Het dorp is bekend door de vakantiekampen van de Christelijke Mutualiteit.

## Geschiedenis
Amberloup was reeds vroeg bewoond. Er werden resten ontdekt van een Romeins oppidum. De oprichting van de parochie stamt uit de Merovingische tijd en zij omvatte een uitgestrekt gebied.
Bij de vorming van de heerlijkheden kwam Amberloup in het bezit van het graafschap Salm. Amberloup werd de hoofdplaats van een meierij en viel onder de proosdij Bastenaken. De meierij werd verscheidene malen verder verkocht en was eigendom van verscheidene opeenvolgende families.
Bij de oprichting van de gemeenten in 1795 werd Amberloup een zelfstandige gemeente. In 1823 werd de opgeheven gemeente Tonny aangehecht. In 1977 werd de nieuwe fusiegemeente Sainte-Ode opgericht na het samenvoegen van Amberloup, Lavacherie en Tillet.

## Bezienswaardigheden
- De Sint-Martinuskerk waarvan de fundamenten teruggaan tot de 3e eeuw toen op die plaats een heidense tempel stond. De huidige kerk dateert van 1734 en in 1828 werd de kerk vergroot.
- In het gehucht Fosset bevindt zich de woning waar Fernand Khnopff meermaals de zomermaanden doorbracht. De brug over het plaatselijk riviertje, de Laval, werd door hem verschillende keren op doek gezet.

## Demografische ontwikkeling
- Opm:1806 t/m 1970=volkstellingen; 1976=inwoneraantal op 31 december

Deelgemeenten: Amberloup · Lavacherie · Tillet

Overige dorpen en gehuchte: Acul · Aviscourt · Beauplateau · Chisogne · Fosset · Gérimont · Herbaimont · Houmont · Hubermont · Laval · Le Jardin · Magerotte · Magery · Ménil · Pinsamont · Rechrival · Renuamont · Sprimont · Tonny

Belgische gemeenten · Arrondissement Bastenaken · Luxemburg · Wallonië